# Гранд Риџ (Флорида)
Гранд Риџ (енгл. Grand Ridge) град је у америчкој савезној држави Флорида. По попису становништва из 2010. у њему је живело 892 становника.

## Демографија
Према попису становништва из 2010. у граду је живело 892 становника, што је 100 (12,6%) становника више него 2000. године.
| Група             | 2000.       | 2010.       |
| Белци             | 738 (93,2%) | 806 (90,4%) |
| Афроамериканци    | 20 (2,5%)   | 46 (5,2%)   |
| Азијати           | 0 (0,0%)    | 0 (0,0%)    |
| Хиспаноамериканци | 10 (1,3%)   | 11 (1,2%)   |
| Укупно            | 792         | 892         |